# Enigma Lake Station
Enigma Lake Station är en forskningsstation i Antarktis. Den ligger i Östantarktis. Nya Zeeland gör anspråk på området. Enigma Lake Station ligger 192 meter över havet.
Terrängen runt Enigma Lake Station är varierad. Havet är nära Enigma Lake Station österut. Trakten är glest befolkad. Närmaste befolkade plats är Mario Zucchelli Station, 2,7 kilometer nordost om Enigma Lake Station. 